# Intel 8253

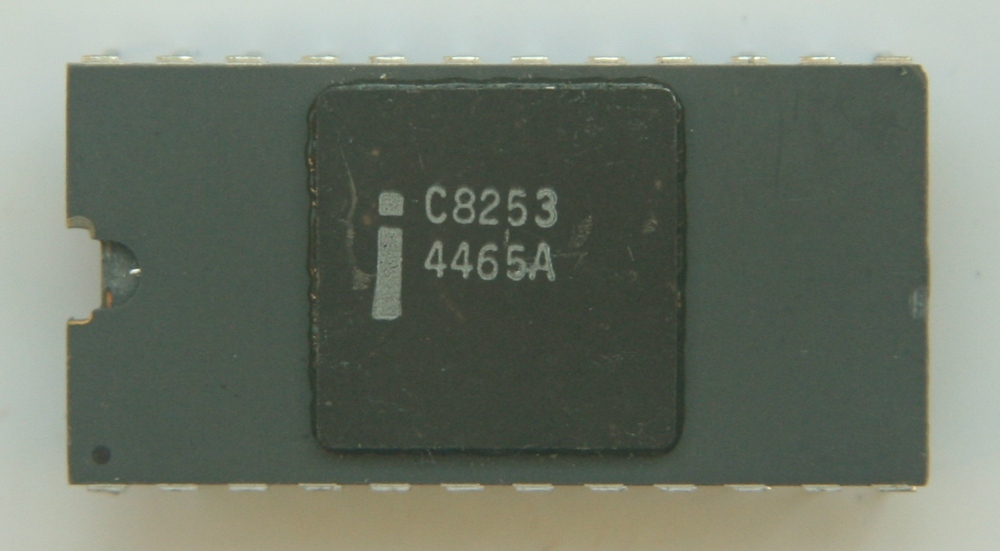
Intel C8253

Призначення виводів програмованого інтервального таймера Intel 8253. Мікросхема Intel 8254 має таку саму цоколівку.

## Історія створення
Дані про мікросхему 8253 вперше з'явилися 1980 року у каталозі 1980 Intel під назвою «Component Data Catalog». Intel 8254, описана як надмножина 8253 з вищими тактовими частотами, описана у такому ж довіднику зі статусом «preliminary» (чорновий, попередній) 1982 року.
Intel 8254 виготовлена за технологією HMOS і містить одну команду («Read Back»), якої немає у 8253. Також 8254 дозволяє читання і запис одного й того ж лічильника (команди можуть чергуватися у довільному порядку).
У сучасних IBM PC-сумісних комп'ютерах аналог 8254 міститься або у чипсеті, або (інколи) у самому мікропроцесорі. Команда Read Back є основною особливістю, що уможливлює роботу такого таймера у мультиядерних процесорах і системах на кристалі.

## Режими роботи
Кожен канал має 2 входи (лічильний вхід і вхід стробування) і 1 вихід.
- Режим 0: програмований таймер.
- Режим 1: програмований одновібратор.
- Режим 2: програмований дільник частоти, тривалість вихідних імпульсів рівна тривалості тактового імпульсу.
- Режим 3: програмований дільник частоти, тривалість вихідних імпульсів рівна половині тривалості рахунку (шпаруватість 2).
- Режим 4: програмований лічильник, стробо́ваний рівнем керуючого сигналу.
- Режим 5: програмований лічильник, стробо́ваний фронтом керуючого сигналу.

## Використання
Як звукогенератор мікросхема i8253 та аналогічна i8254 (радянський аналог — КР1810ВИ54) використовувалася в ПК IBM PC/XT і PC/AT, а також в їхніх радянських і закордонних аналогах — для відтворення звуку у них був задіяний один із трьох каналів таймера. Стандартний для IBM-сумісних ПК звукогенератор (PC-speaker) присутній і в сучасних ПК, де функції i8253/i8254 реалізовані в одній з мікросхеми чипсета системної плати.

## Радянські клони

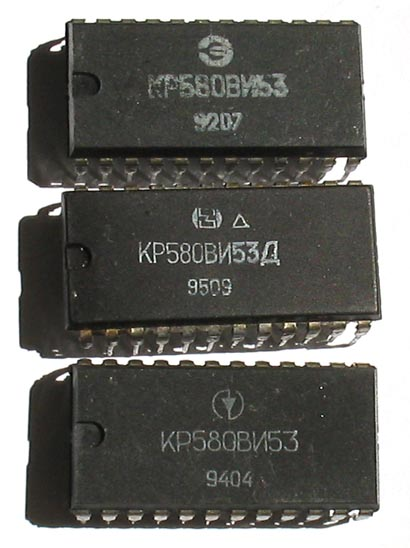
КР580ВИ53 різних заводів

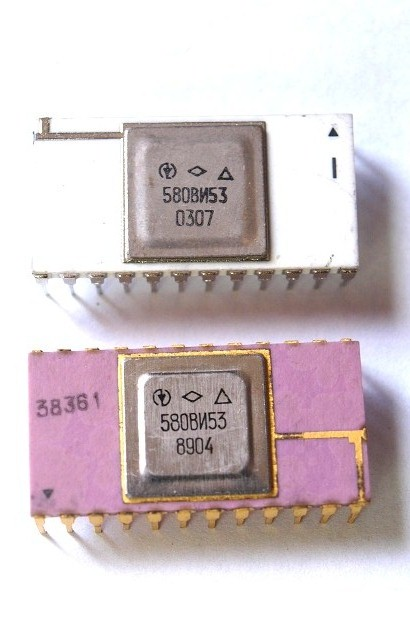
580ВИ53 виробництва заводу «Квазар» (металокерамічне виконання)

У СРСР вироблялася функціональна копія i8253 під назвою КР580ВИ53 (також 580ВИ53) — електронний компонент, мікросхема програмованого трьохканального таймера лічильника інтервалів і зовнішніх подій (кількості імпульсів), програмованого дільника частоти, одновібратора.
Входить до складу мікропроцесорного комплекту КР580.
Містить три ідентичних незалежних канали лічильників, кожен канал є 16-бітовим лічильником. Режими каналів налаштовуються програмно.
Мікросхема випускалася у двох версіях, КР580ВИ53 (аналог i8253) з максимальною робочою частотою 2 МГц, і КР580ВИ53Д (аналог i8253-5) із максимальною робочою частотою 2,5 МГц, оформлення — пластмасовий корпус DIP24 (широкий) або металокерамічний.
У радянських навчальних та побутових комп'ютерах КР580ВИ53 нерідко використовувалася в нетрадиційній для її оригінального варіанту (i8253) функції — мікросхеми звукогенератора. Зокрема, в подібному застосуванні її можна було зустріти в комп'ютерах Агат (осередок звукового синтезу ЯЗС5/2СК містила 2 таких мікросхеми), Корвет ПК8010 / ПК8020, Мікроша (у цих ПК для виводу звуку використовувався один канал з трьох), Вектор-06Ц, Союз-Неон ПК-11/16, Байт, а також «Спеціаліст МХ», у кольоровому псевдографічному видеомодулі розширення (МЦПГ) «Партнер 01.61» для комп'ютера Партнер 01.01 і в ігровому автоматі ТІА-МЦ-1. У синтезаторі RMIF TI-3 використано 8 таких мікросхем, а в приставці «Менестрель» до комп'ютерів БК — дві.
У автоматичному визначнику телефонного номера на основі процесора Z80 з трьох каналів мікросхеми ВИ53 для генерації звуку застосовано тільки один.[джерело?]